# Hrvatski rukometni kup za muškarce 2017./18.
Hrvatski rukometni kup za muškarce za sezonu 2017./18. je šesnaesti put zaredom osvojio klub Prvo plinarsko društvo (PPD) iz Zagreba.

## Rezultati

### Osmina završnice
Igrano od 31. siječnja do 7. veljače 2018.

| par                                     | rez.                  |
| --------------------------------------- | --------------------- |
| Gorica (Velika Gorica) - Sesvete        | 32:24                 |
| Ribola Kaštela (Kaštel Gomilica) - Umag | 23:30                 |
| Bjelovar - Dubrava Zagreb               | 30:36                 |
| Split - Spačva Vinkovci                 | 27:28 (24:24, 3:4 7m) |
| Nexe Našice - Zamet Rijeka              | 29:17                 |
| Borovo Vukovar - PPD Zagreb             | 29:24                 |
| Osijek - Mladi Rudar Labin              | 21:28                 |
| Medveščak Zagreb - Varaždin             | 24:30                 |

### Čevtrtzavršnica
Igrano od 14. do 21. ožujka 2018.

| par                              | rez.  |
| -------------------------------- | ----- |
| PPD Zagreb - Varaždin            | 35:25 |
| Sesvete - Nexe Našice            | 26:39 |
| Dubrava Zagreb - Spačva Vinkovci | 36:25 |
| Mladi Rudar Labin - Umag         | 20:21 |

### Završni turnir
Igrano od 11. do 13. svibnja 2018. u Umagu u dvorani ŠSD Marija i Lina.

| klub1         | rez.          | klub2          |
| poluzavršnica | poluzavršnica | poluzavršnica  |
| ------------- | ------------- | -------------- |
| Nexe Našice   | 31:20         | Dubrava Zagreb |
| PPD Zagreb    | 39:24         | Umag           |
|               |               |                |
| za pobjednika |               |                |
| Nexe Našice   | 18:27         | PPD Zagreb     |

## Poveznice
- hrs.hr
- hr-rukomet.hr
- Premijer liga 2017./18.
- 1. HRL 2017./18.
- 2. HRL 2017./18.
- 3. HRL 2017./18.
- 5. rang hrvatskog rukometnog prvenstva 2017./18.